# USAC National Championship 1956
USAC National Championship 1956 var ett race som var den första säsongen sanktionerad av United States Automobile Club, efter att American Automobile Association hoppat av till följd av Le Mans-katastrofen 1955. Jimmy Bryan tog hand om mästerskapstiteln, medan Pat Flaherty vann säsongens Indianapolis 500. 

## Delsegrare
| Datum        | Bana             | Vinnare           |
| ------------ | ---------------- | ----------------- |
| 30 maj       | Indianapolis 500 | Pat Flaherty      |
| 10 juni      | Milwaukee        | Pat Flaherty      |
| 24 juni      | Langhorne        | George Amick      |
| 4 juli       | Darlington       | Pat O'Connor      |
| 14 juli      | Langhorne        | Eddie Sachs       |
| 19 augusti   | Springfield      | Jimmy Bryan       |
| 26 augusti   | Milwaukee        | Jimmy Bryan       |
| 3 september  | DuQuoin          | Jimmy Bryan       |
| 8 september  | Springfield      | Tony Bettenhausen |
| 15 september | Indiana          | Jimmy Bryan       |
| 21 oktober   | Sacramento       | Jud Larson        |
| 12 november  | Arizona          | George Amick      |

## Slutställning
| Plats | Förare         | Poäng |
| ----- | -------------- | ----- |
| 1     | Jimmy Bryan    | 1860  |
| 2     | Pat Flaherty   | 1500  |
| 3     | Don Freeland   | 1280  |
| 4     | George Amick   | 1050  |
| 5     | Jimmy Reece    | 1040  |
| 6     | Johnny Boyd    | 980   |
| 7     | Bob Veith      | 903   |
| 8     | Rodger Ward    | 862   |
| 9     | Sam Hanks      | 800   |
| 10    | Johnny Thomson | 710   |